# ХК МОДО
МОДО хокеј (швед. Modo Hockey) професионални је шведски клуб хокеја на леду из града Ерншелдсвика. Тренутно се такмичи у елитној хокејашкој СХЛ лиги Шведске. Основан је давне 1921. године и двоструки је првак Шведске из сезона 1978/79. и 2006/07. 
Своје домаће утакмице игра у Фјелревен центру (раније Сведбанк арена) капацитета 7.600 седећих места за хокејашке утакмице.

## Историјат
Клуб је основан 1921. под именом Алфредшемс ИК (швед. Alfredshems IK), а са хокејашким такмичењима започели су тек 1958. Због спонзорских разлога клуб 1963. мења име у МоДо АИК (швед. Modo AIK). Већ наредне године клуб се преселио у ледену дворану Кемпехален у којој су играли своје домаће утакмице наредних 40 година, све до 2006. године.
Године 1975. клуб постаје делом новоосноване елитне шведске Елитесријен лиге, као један од десет оснивача. Четири сезоне касније 1979. освајају своју прву титулу националног првака победивши у финалу десетоструког првака Ђургарден. Током 1980-их клуб је такмичења углавном завршавао у доњем делу табеле, без неких значајнијих резултата, а чак су у сезони 1983/84. испали из лиге (у коју су се експресно вратили већ наредне године).
Године 1987. клуб је из имена избацио суфикс АИК и од тада се такмичи под садашњим именом Модо хокеј. 
Паралелно са сениорском селекцијом егзистира и јуниорски тим из којег потичу неки од понајбољих шведских играча, попут Петера Форсберга и Маркуса Неслунда. Обојица су у сениорској екипи дебитовали у сезони 1990/91, а Форсберг је постао првим играчем Модоа који је освојио признање „Гулдпукен“ за најбољег играча године (у два наврата 1993. и 1994) још од Нилса Јохансона који је то признање добио 1964. године. Уместо Форсберга и Неслунда који су 1993, односно 1995. каријере наставили у НХЛ-у у клубу се појавио нови талас младих и талентованих играча предвођених близанцима Данијелом и Хенриком Седином. Обојица су учествовала на НХЛ драфту 2000. где су одабрани као други и трећи пик у првој рунди. 
У периоду од 1999. до 2002. клуб је у три наврата играо у финалу националног плеј-офа, и сва три пута су изгубили финалне утакмице. Године 2006. клуб прелази у новоизграђену Сведбанк арену чију изградњу је делимично финансирао и некадашњи Модов играч Петер Форсберг. Прву сезону у новој дворани хокејаши из Ерншелдсвика су окончали титулом националног првака, пошто су у финалној серији победили екипу Линћепинга.
Наредних 8 сезона након освајања титуле, екипа је играла доста лоше и чак 4 поута није успевала да се пласира у плеј-оф, а у два наврата су играли доигравања за опстанак у лиги. 

### Успеси
- Национални првак: 2 пута (1978/79, 2006/07)
- Финалиста плеј-офа: 4 пута (1993/94, 1998/99, 1999/00, 2001/02)

## Повучени бројеви
| - 4 Нилс Јохансон - 8 Пер Лундквист | - 9 Магнус Вернблом - 16 Андерс Хедберг | - 21 Петер Форсберг - 39 Пер Свартвадет |

## Познати играчи
| - Петер Форсберг - Маркус Неслунд - Хенрик Седин | - Данијел Седин - Јоаким Линдстрем - Дик Акселсон |